# Кубок Монголії з футболу 2023—2024
Кубок Монголії з футболу 2023—2024 — розіграш кубкового футбольного турніру у Монголії. Титул володаря кубка здобув СП Фалконс.

## Календар
| Раунд        | Дата                           | Матчі | Клуби   |
| ------------ | ------------------------------ | ----- | ------- |
| Перший раунд | 16 вересня - 15 жовтня 2023    | 7     | 29 → 21 |
| Другий раунд | 21 жовтня 2023 - 7 травня 2024 | 5     | 21 → 16 |
| 1/8 фіналу   | 24 квітня - 22 травня 2024     | 8     | 16 → 8  |
| 1/4 фіналу   | 28-29 травня 2024              | 4     | 8 → 4   |
| 1/2 фіналу   | 25 червня 2024                 | 2     | 4 → 2   |
| Фінал        | 3 липня 2024                   | 1     | 2 → 1   |

## 1/8 фіналу
| Команда 1      | Рахунок | Команда 2           |
| -------------- | ------- | ------------------- |
| 24 квітня 2024 |         |                     |
| Улан-Батор     | 7:0     | Ерчім               |
| Баваріанс      | 0:9     | Ховд Клуб           |
| 1 травня 2024  |         |                     |
| Хад (2)        | 0:2     | Хоромхон            |
| Хангарід       | 0:3     | Тув Азаргануд       |
| 7 травня 2024  |         |                     |
| Дерен          | 6:0     | Капітрон (2)        |
| Брера Ілч      | 0:1     | Альянс ЗХР (2)      |
| 22 травня 2024 |         |                     |
| Хантерс        | 7:1     | Тулін Том Тунуд (2) |
| СП Фалконс     | 6:0     | Улангом Сіті (2)    |

## 1/4 фіналу
| Команда 1      | Рахунок | Команда 2      |
| -------------- | ------- | -------------- |
| 28 травня 2024 |         |                |
| Улан-Батор     | 2:1     | Ховд Клуб      |
| Хоромхон       | 2:1     | Тув Азаргануд  |
| 29 травня 2024 |         |                |
| Дерен          | 4:0     | Альянс ЗХР (2) |
| Хантерс        | 0:5     | СП Фалконс     |

## 1/2 фіналу
| Команда 1      | Рахунок      | Команда 2  |
| -------------- | ------------ | ---------- |
| 25 червня 2024 |              |            |
| Улан-Батор     | 2:3          | Хоромхон   |
| Дерен          | 1:1 пен. 2:4 | СП Фалконс |

## Фінал
| Команда 1    | Рахунок      | Команда 2  |
| ------------ | ------------ | ---------- |
| 9 липня 2023 |              |            |
| Хоромхон     | 1:1 пен. 4:5 | СП Фалконс |